# Hiroyuki Kawasaki
Hiroyuki Kawasaki (Japans: 河崎 裕之, Kawasaki Hiroyuki)  (Prefectuur Kioto, 31 oktober 1945) is een Japans voormalig motorcoureur.
In zijn middelbareschooljaren kreeg hij interesse in motorsport en hij motorcrossen met omgebouwde Yamaha YD-1 en YDS-1-machines. In 1965 trad hij in dienst bij Suzuki, maar hij schakelde geleidelijk over naar wegraces. In 1967 werd hij met een Suzuki RK 67 derde in de 50cc-GP van Japan.
In 1968 stapte Suzuki uit de wegrace en Hiroyuki Kawasaki ging als test- en ontwikkelingsrijder naar Yamaha. Als testrijder kreeg hij niet veel kansen om werkelijk aan races deel te nemen. Pas in 1970 kwam hij regelmatig voor in de uitslagenlijsten van het Japanse kampioenschap in klassen boven de 250 cc.
Van 1977 tot 1982 was hij weer testrijder bij Suzuki, waar hij de Suzuki RG 500 ontwikkelde. Sporadisch mocht hij in het wereldkampioenschap wegrace aantreden. In 1979 werd hij vijfde in de 500cc-GP van Oostenrijk. In 1982 vond men hem bij Suzuki te oud en halverwege het seizoen werd hij vervangen door Iwao Ishikawa.
Hij keerde in 1983 terug bij Yamaha, waar hij zich ging bezighouden met de doorontwikkeling van de Yamaha YZR 500-racers. Hij was betrokken bij de ontwikkeling van de Yamaha OW 76 waarmee Eddie Lawson in het seizoen 1984 wereldkampioen werd en waarmee Tadahiko Taira kampioen van Japan werd. 
In 1987 werd Kawasaki met de Yamaha OW 86 zevende in de Japanse Grand Prix. In 1988 reed hij nog een seizoen in het Japanse 500cc-kampioenschap, maar daarna beëindigde hij zijn carrière. 